# Ecosystem Spaceborne Thermal Radiometer Experiment on Space Station
L'Ecosystem Spaceborne Thermal Radiometer Experiment on Space Station (ECOSTRESS) è un esperimento scientifico partito a luglio 2018 e della durata prevista di circa 5 anni volto a misurare la temperatura delle piante crescenti in alcune zone specifiche del pianeta Terra nel corso dell'intero anno solare, il tutto grazie a un radiometro montato all'esterno della Stazione spaziale internazionale (ISS). Tali misure saranno in grado di fornire ai ricercatori una visione globale degli effetti sugli organismi vegetali, e quindi sui raccolti, di eventi come le ondate di caldo e la siccità, e di far quindi comprendere loro come le piante reagiscano allo stress dovuto alla sempre maggior scarsità d'acqua conseguente al riscaldamento globale.

## Strumento principale
La maggior parte dei 550 kg di ECOSTRESS, il cui volume è di circa 1,3 m3, è costituita da un radiometro multispettrale a infrarossi termici che misura la temperatura superficiale invece che la temperatura dell'aria. In particolare lo strumento opera su cinque bande spettrali che vanno da 8 a 12,5 µm, ed ha una risoluzione spaziale di 38 m, nella direzione in-track, per 63 m, nella direzione cross-track, ossia della larghezza della zona osservata, ed una precisione di 0,15 K a 300 K, potendo arrivare a misurare temperature fino a 500 K.

## Lancio
Il radiometro ECOSTRESS è stato costruito presso il Jet Propulsion Laboratory ed è stato trasportato sulla ISS grazie alla missione SpaceX CRS-15, la cui capsula Dragon C111.2 ha attraccato al modulo Harmony della stazione spaziale il 2 luglio 2018. Tre giorni dopo l'attracco, il 5 luglio, ECOSTRESS è stato poi roboticamente installato sul modulo giapponese Kibō e, dopo alcuni test, ha cominciato a raccogliere dati già il 9 luglio.